# Borogoncy
Borogoncy (in lingua russa Борогонцы) è un villaggio di 5 222 abitanti situato nella Sacha-Jacuzia, in Russia. È il centro amministrativo dell'Ust'-Aldanskij ulus. Si trova 127 km a nord-est di Jakutsk. Il nome deriva dal clan mongolo dei Borjigin.
Borogoncy sorge sul territorio del più grande alas della Jakuzia: il Mjurju (Мюрю). 